# Szer Biszkek
Szer Biszkek (kirg. Футбол клубу «Шер» Бишкек) – kirgiski klub piłkarski, mający siedzibę w stolicy kraju, mieście Biszkek.

## Historia
Chronologia nazw:
- 2002: Szer Biszkek (ros. «Шер» Бишкек)
- 2006: Szer-Ak-Dan Biszkek (ros. «Шер-Ак-Дан» Бишкек)
- 2007: Szer Biszkek (ros. «Шер» Бишкек)
- 2011: klub rozformowano

Piłkarski klub Szer został założony w miejscowości Biszkek w roku 2002. W 2005 zespół zdobył mistrzostwo w rozgrywkach strefy północnej Pierwszej Ligi Kirgistanu. Również w 2005 zespół startował w rozgrywkach Pucharu Kirgistanu, gdzie dotarł do 1/8 finału. W 2006 zmienił nazwę na Szer-Ak-Dan Biszkek i debiutował w rozgrywkach Wyższej Ligi. W debiutowym sezonie zajął 4.miejsce. W następnym roku przywrócił nazwę Szer Biszkek i  zakończył rozgrywki na 7.pozycji. W 2008 był piątym, w 2009 szóstym, a w 2010 znów piątym w końcowej klasyfikacji. Jednak w 2011 z powodów finansowych klub nie zgłosił się do rozgrywek, a został rozformowany.

## Sukcesy

### Trofea międzynarodowe
Nie uczestniczył w rozgrywkach azjatyckich (stan na 31-12-2015).

### Trofea krajowe
| \| \| Zdobyte trofea w rozgrywkach Kirgistanu (stan na: 31-12-2015) \| |                                                               |      |            |
| Rozgrywki                                                              | Osiągnięcie                                                   | Razy | Sezon(y)   |
| Mistrzostwo                                                            | I miejsce                                                     | 0    |            |
| Mistrzostwo                                                            | II miejsce                                                    | 0    |            |
| Mistrzostwo                                                            | III miejsce                                                   | 0    |            |
| Mistrzostwo                                                            | 5.miejsce                                                     | 2    | 2008, 2010 |
| Puchar                                                                 | zdobywca                                                      | 0    |            |
| Puchar                                                                 | finalista                                                     | 0    |            |
| Puchar                                                                 | półfinalista                                                  | 2    | 2006, 2008 |
| II liga                                                                | I miejsce                                                     | 1    | 2005       |
| II liga                                                                | II miejsce                                                    | ?    |            |
| II liga                                                                | III miejsce                                                   | ?    |            |
| Kirgistan                                                              | Zdobyte trofea w rozgrywkach Kirgistanu (stan na: 31-12-2015) |      |            |

## Stadion
Klub rozgrywa swoje mecze domowe na stadionie Dinamo w Biszkeku, który może pomieścić 10000 widzów oraz na stadionie Dordoj w Biszkeku, który może pomieścić 3000 widzów, w tym 850 miejsc zadaszonych.